# Saint John County
Saint John County är ett county i Kanada.   Det ligger i provinsen New Brunswick, i den sydöstra delen av landet, 800 km öster om huvudstaden Ottawa.
Följande samhällen finns i Saint John County:
- St. Martins

I omgivningarna runt Saint John County växer i huvudsak blandskog.